# دل مارش
دل مارش (بالإنجليزية: Del Marsh)‏ هو سياسي أمريكي، ولد في 2 سبتمبر 1956 في ويلينغ في الولايات المتحدة. حزبياً، نشط في الحزب الجمهوري.